# Враг (фильм, 2011)
«Враг» (серб. Непријатељ) — фильм 2011 года производства Республики Сербской. Военная драма с элементами мистики и триллера. В съёмках фильма также принимали участие компании Хорватии и Венгрии. Фильм финансировали Министерство культуры Республики Сербии, Министерство образования и культуры Республики Сербской и муниципалитета Приедор. Премьера фильма состоялась 6 марта 2011 года на Сербском кино-фестивале FEST.

## Сюжет
Босния и Герцеговина, конец 1995 года. После подписания мира прошло семь дней. Солдаты сербского блокпоста лейтенанта Цоле занимаются разминированием собственных минных полей. Уставшие от тяжёлой войны, они ждут возвращения домой и отряд, который их сменит на расположенном в разрушенном доме блокпосту.
В руинах расположенной неподалёку старой фабрики сербы находят замурованного в подвале человека. В лагере незнакомец, назвавшийся Дабой, отказывается от предложенной еды и воды, а на все вопросы говорил что-то странное и непонятное.
На следующий день исчезает снайпер Сиви, который перед исчезновением разговаривал с пленником. Когда поиски Сиви не дали результата, Цоле вместе с сержантом Чаки и двумя солдатами отправляется на фабрику, где нашли Дабу. В необследованной части фабрики солдаты находят яму, наполненную трупами сербов и боснийцев. Сержант спускается вниз, чтобы вытащить и похоронить убитых. Но когда он ещё находился в яме, на остальных нападает боснийский майор Фарук с сербом Йованом и, угрожая оружием, спрашивает о ранее найденном Дабе. Чаки быстро освобождает своих товарищей: Йован бежит (позднее подрывается на мине, пытаясь проникнуть на блокпост), а раненого Фарука сербы приносят в лагерь. 
На блокпосту, увидев Дабу, Фарук приходит в бешенство и требует убить пленника, называя его дьяволом — сам Даба не отрицал, но и не подтверждал этого. Позднее босниец рассказал, что он со своим отрядом занял фабрику и пленил Дабу. Вскоре после этого отряд боснийцев вступил в бой с сербами, но после боя боснийцев неожиданно охватило безумие, и они перебили друг друга. Остатки отряда попали в плен к сербам, которых также охватило безумие. Оставшиеся в живых Фарук и Йован сбросили тела погибших в яму и замуровали Дабу в подвале, считая его виновным в гибели людей.
На минном поле у блокпоста сербы находят Даницу — дочь хозяина дома, в котором расположился гарнизон блокпоста. Девушка, ища своего отца, просит Цоле помочь его найти, но когда рация внезапно перестаёт работать, покидает блокпост и едва не подрывается на мине. Потеря связи со внешним миром беспокоит пулемётчика Сировину и солдата Лика, которые ультимативно требуют возвращения домой, из-за чего между ними и Цоле едва не начинается драка.
Внезапно у блокпоста на мине подрывается Лик: прыгающая мина взрывается у его лица и ослепляет его — выясняется, что местность вокруг лагеря и дорога к нему кем-то заминированы. Но также выяснилось, что это сделал кто-то с блокпоста — со склада пропала вся взрывчатка и мины, а грузовик выведен из строя. Чаки и Цоле подозревают Дабу, но на допросе, кроме того, что он лечился в психиатрической больнице, ничего больше не смогли выяснить.
Утром на блокпост совершается нападение, во время которого погибает Веско. Нападавший — обезумевший Сиви — был убит. Вечером Лик решает гнать Дабу через мины, чтобы безопасно покинуть лагерь. Лик убивает Фарука, который пытается его остановить, но погибает сам, заколотый Сировиной.
Чаки выясняет, что кто-то умышленно испортил радиостанцию. Он решает идти через минное поле, чтобы взобраться на холм и связаться со своими. После его ухода на Цоле нападает Сировина — измученный бессонницей пулемётчик после разговоров с Дабой решает, что от жизни пленника якобы зависит жизнь его семьи, а Цоле якобы хочет убить его. В рукопашной схватке Цоле едва не гибнет, но его спасает Даница, расстреляв Сировину. После устроенной пулемётчиком беспорядочной стрельбы в доме начинается пожар. В последний момент Цоле замечает ящики с пропавшей взрывчаткой и успевает сбежать с Даницей из дома прежде, чем тот взрывается.
Цоле безуспешно пытается связаться с Чаки, но, увидев подрывающееся на минах стадо овец, решает идти к своему товарищу. В дороге лейтенант понимает, что минирование местности вокруг блокпоста и самого блокпоста, порча рации и грузовика — дело рук солдата по кличке Задок (который также оставил Цоле одного в драке с Сировиной, рассчитывая на смерть командира). Задок начинает отрицать обвинения в свой адрес, но в итоге сознаётся, что сделал это, потому что не хотел идти под суд за свои преступления, а также из ненависти к сослуживцам за оскорбительное прозвище. После короткой схватки Цоле убивает Задка.
После этого Цоле, Даница и Даба находят подорвавшегося на мине Чаки. Перед смертью сержант случайно стреляет в Даницу из пистолета, и девушка падает на землю. Угрожая оружием, обезумевший Цоле требует, чтобы Даба вернул её к жизни, но неожиданно Даница просит опустить оружие — Чаки только легко ранил её, а она потеряла сознание от боли. Однако потерявший всех своих людей Цоле считает, что в их гибели виновен Даба. После похорон Чаки Даница уходит искать своего отца. Цоле идёт вместе с Дабой на фабрику и возвращает его обратно в подвал. После этого Цоле закрывает дыру в стене дверью и остаётся охранять пленника.

## В ролях
| Актёр               | Роль                     |
| ------------------- | ------------------------ |
| Александр Стойкович | лейтенант Цоле           |
| Вук Костич          | сержант «Чаки» Кочетулич |
| Тихомир Станич      | Даба                     |
| Любомир Бандович    | Сировина                 |
| Славко Штимац       | Веско                    |
| Мария Пикич         | Даница                   |
| Драган Маринкович   | Лик                      |
| Стефан Бундало      | Задок (Гузица)           |
| Горан Йокич         | боснийский майор Фарук   |
| Владимир Джорджевич | снайпер Сиви             |
| Душко Мазалица      | Йован                    |
| Владан Цветкович    | Командир ИФОР            |